# Therese Brunetti
Therese Brunetti   (Viena, 24 de desembre de 1782 - Praga, 15 de maig de 1864) Therese Brunetti-Kníže née Therese Frei o Therese Frey, va ser una actriu i ballarina de teatre austríaca.

## Biografia
Brunetti-Knize, filla del funcionari Anton Frei/Frey, es va dedicar a l'escenari de ben jove. Primer va provar la seva mà a la companyia del director Domenico Guardasoni a Passau. Quan el 1798 es va fer càrrec del teatre de Praga, s'hi va traslladar amb ell. A causa de la seva aparença gràcil també va ser utilitzada per al ballet allà. Hi va romandre fins a la seva jubilació l'1 de febrer de 1834. Es va acomiadar el 26 d'abril de 1834 en un acte benèfic.
El 1799 es va casar amb el mestre de ballet del Teatre Estates Joachim Brunetti, amb qui va tenir cinc fills. Només dos van sobreviure, el seu fill Karl Brunetti (1801–1873) i la seva filla Therese Brunetti (1803–1892). Els dos també es van convertir en actors. Quan la seva filla es va casar amb Jan Kalivoda, es va convertir en la seva sogra. Després de la mort de Brunetti, es va casar amb el compositor František Max Kníže (1784–1840).
De 1813 a 1814 va tenir una estreta amistat amb Carl Maria von Weber, quan era director d'òpera del Teatre Estates de Praga.